# Copa del Rey de baloncesto 1997
La 61.ª edición de la Copa del Rey de baloncesto se disputó en el Palacio Municipal de los deportes de León del 1 al 3 de febrero de 1997.

## Desarrollo
|  | Cuartos de final       | Cuartos de final |                  |                  | Semifinales  | Semifinales  |  |                  | Final        | Final        |  |
|  | 1 de febrero           | 1 de febrero     |                  |                  | 2 de febrero | 2 de febrero |  |                  | 3 de febrero | 3 de febrero |  |
|  |                        |                  |                  |                  |              |              |  |                  |              |              |  |
|  |                        |                  |                  |                  |              |              |  |                  |              |              |  |
|  | Festina Joventut       | 97               |                  |                  |              |              |  |                  |              |              |  |
|  | Festina Joventut       | 97               |                  |                  |              |              |  |                  |              |              |  |
|  | Caja San Fernando      | 88               |                  |                  |              |              |  |                  |              |              |  |
|  | Caja San Fernando      | 88               |                  | Festina Joventut | 80           |              |  |                  |              |              |  |
|  |                        |                  |                  | Festina Joventut | 80           |              |  |                  |              |              |  |
|  |                        |                  | León Caja España | 72               |              |              |  |                  |              |              |  |
|  | León Caja España       | 88               | León Caja España | 72               |              |              |  |                  |              |              |  |
|  | León Caja España       | 88               |                  |                  |              |              |  |                  |              |              |  |
|  | TDK Manresa            | 85               |                  |                  |              |              |  |                  |              |              |  |
|  | TDK Manresa            | 85               |                  |                  |              |              |  | Festina Joventut | 79           |              |  |
|  |                        |                  |                  |                  |              |              |  | Festina Joventut | 79           |              |  |
|  |                        |                  | Cáceres CB       | 71               |              |              |  |                  |              |              |  |
|  | FC Barcelona           | 115              | Cáceres CB       | 71               |              |              |  |                  |              |              |  |
|  | FC Barcelona           | 115              |                  |                  |              |              |  |                  |              |              |  |
|  | Real Madrid Teka       | 110              |                  |                  |              |              |  |                  |              |              |  |
|  | Real Madrid Teka       | 110              |                  | Cáceres CB       | 94           |              |  |                  |              |              |  |
|  |                        |                  |                  | Cáceres CB       | 94           |              |  |                  |              |              |  |
|  |                        |                  | FC Barcelona     | 88               |              |              |  |                  |              |              |  |
|  | Cáceres CB             | 88               | FC Barcelona     | 88               |              |              |  |                  |              |              |  |
|  | Cáceres CB             | 88               |                  |                  |              |              |  |                  |              |              |  |
|  | Estudiantes Argentaria | 81               |                  |                  |              |              |  |                  |              |              |  |
|  | Estudiantes Argentaria | 81               |                  |                  |              |              |  |                  |              |              |  |
|  |                        |                  |                  |                  |              |              |  |                  |              |              |  |

## Final
La final de esta edición se disputó el 3 de febrero en el Pabellón de los Deportes de León que presentaba un lleno absoluto en sus gradas con 6500 espectadores, de los cuales más de 2.000 se habían desplazado desde la capital cacereña para presenciar en directo la primera final de un torneo de máxima categoría que disputaba el Cáceres C.B en su historia.
El vencedor a la postre resultó ser el Festina Joventut que llegó a estar 17 puntos por debajo en el marcador, pero que gracias a la actuación en momentos decisivos de Xavi Crespo con 3 triples consecutivos y sobre todo de Andre Turner, que resultaría elegido MVP de la final consiguió hacerse con el triunfo final, el que supondría su séptimo título de Copa del Rey.
| 3 de febrero de 1997, 20:30 | Cáceres CB                                             | 71–79                              | Joventut Badalona                                   | |  |
| 20:30 GTM+1                 | Marcador por tiempos: 47–34, 24–45                     | Marcador por tiempos: 47–34, 24–45 | Marcador por tiempos: 47–34, 24–45                  | |  |
|                             | Estadísticas Sellers 23 Paraíso 7 Jackson 5 Sellers 24 | Reporte Pts Reb Asts Val           | Estadísticas Toolson 21 Beard 11 Turner 8 Turner 26 | Pabellón: Palacio de los Deportes, León Asistencia: 6,500 espectadores Árbitros: Betancor, Martín Bertrán, Daniel Hierrezuelo |  |

| Campeones de la Copa del Rey 1997 |
| --------------------------------- |
| Joventut Badalona 7.º título      |

## MVP de la Copa
- Andre Turner